# Правец (община)
Пра́вец (болг. Община Правец) — община в Болгарии. Входит в состав Софийской области. Население составляет 8111 человек (на 21.07.05 г.).
Административный центр общины в городе Правец.
Община Правец занимает площадь 323 км². Расположена к северо-востоку от Софии. Община граничит с общиной Ябланица на северо-востоке, с общиной Роман на севере, с общиной Етрополе на юге и с общиной Ботевград на западе.
Кмет общины Правец — Красимир Василев Живков по результатам выборов 2007 года в правление общины.

## Состав общины
В состав общины входят следующие населённые пункты:
1. Видраре
2. Джурово
3. Калугерово
4. Манаселска-Река
5. Осиковица
6. Осиковска-Лакавица
7. Правец
8. Правешка-Лакавица
9. Равниште
10. Разлив
11. Своде